# Kaiser Franz Josef I. (Schiff, 1885)
Die Kaiser Franz Josef I., ab 1919 Dornbirn, war ein Halbsalondampfer der k.k. Staatsbahnen (kkStB) auf dem Bodensee mit Heimathafen Bregenz. Das nach dem österreichischen Kaiser Franz Joseph I. benannte Schiff war von 1885 bis 1937 im Dienst.

## Geschichte
Bereits ein Jahr nach den beiden Glattdeckern Austria und Habsburg stellten die k.k. österreichischen Staatsbahnen mit der Kaiser Franz Josef I. ihr erstes Schiff der sogenannten „Kaiserklasse“, die aus den bauartähnlichen Dampfern Kaiser Franz Josef I., Kaiserin Elisabeth und Kaiserin Maria Theresia bestand, in Dienst.
1912 stieß das Schiff mit der württembergischen Württemberg zusammen, wobei an beiden Schiffen beträchtlicher Sachschaden entstand.
Am 5. Juni 1917 unternahmen Kaiser Karl I. und Kaiserin Zita während einer Frontreise eine Rundfahrt auf dem Schiff. Nach dem Ersten Weltkrieg wurde das Schiff in SD Dornbirn umbenannt, die kaiserlichen Wappen abgenommen und durch die der Stadt Dornbirn ersetzt.
Am 11. Januar 1925 lief die Dornbirn bei Nonnenhorn auf einen unbekannten Felsen auf und schlug leck. Das in der flachen Uferzone auf Grund gesetzte Schiff konnte erst nach einer Woche nach Bregenz geschleppt werden. Am 15. März 1932 kollidierte es bei Nebel während einer Kursfahrt nach Friedrichshafen vor dem Lindauer Hafen mit dem Schweizer Trajektkahn Rorschach zusammen, wobei beide Schiffe erheblich beschädigt wurden.
1937 wurde die Dornbirn wegen der bevorstehenden Vollendung des MS Austria außer Dienst gestellt. 1938 wurde sie nach dem Anschluss Österreichs wieder in Betrieb genommen und von Nazideutschland für Truppentransporte eingesetzt. Für das Bregenzer Seenachtsfest 1938 wurde sie als Attraktion als Kriegsschiff ausstaffiert. 1939 lag das halb demontierte Schiff am Bregenzer Reservemole, bis es 1940 sank und nach der Hebung in Lindau verschrottet wurde.

## Bilder

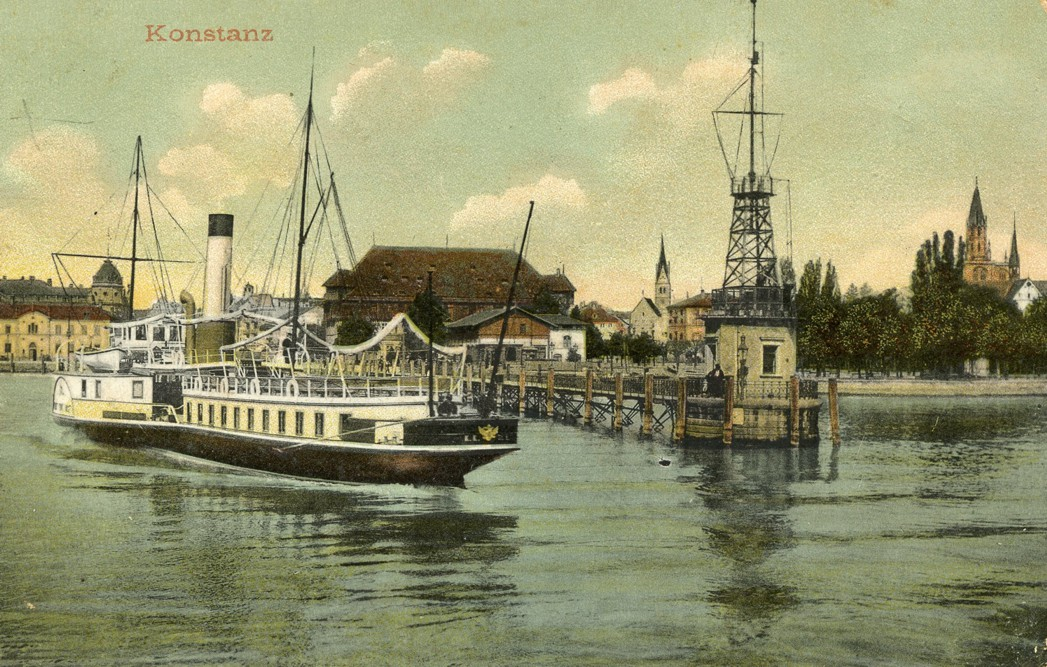
Die Kaiser Franz Josef I. bei der Einfahrt in den Konstanzer Hafen (1905)
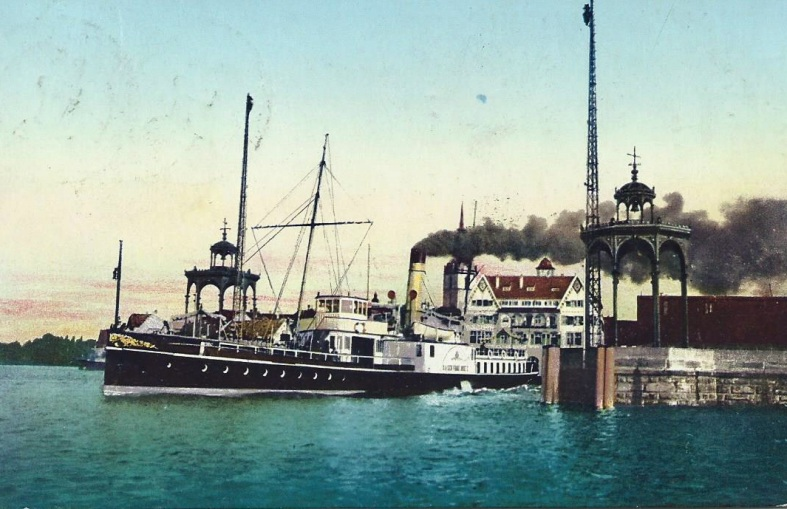
Die Kaiser Franz Josef I. beim Auslaufen aus Friedrichshafen (1900)
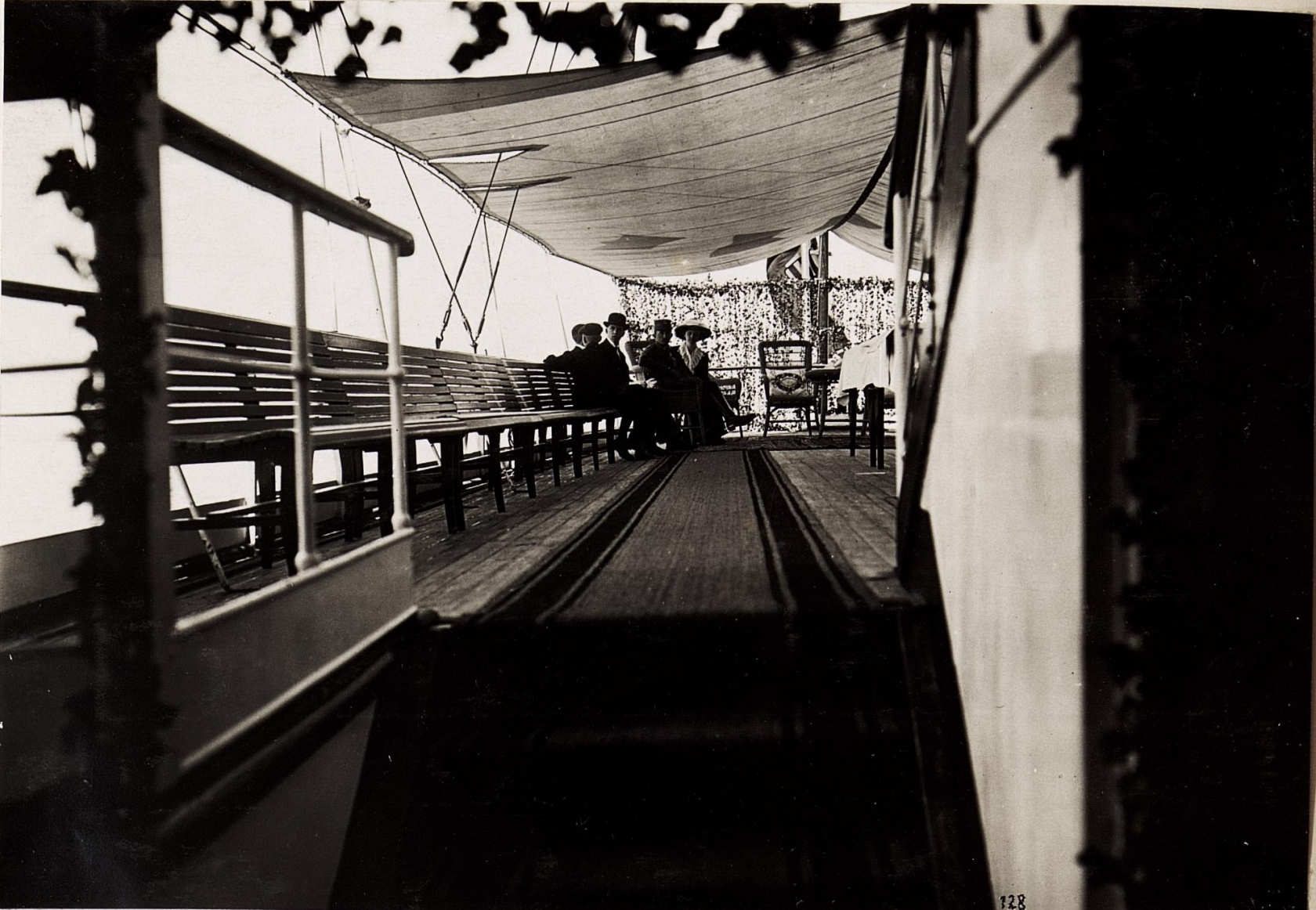
Das Kaiserpaar mit Begleitung am festlich dekorierten Oberdeck (5. Juni 1917)